# Бенгальський календар
Бенгальський календар (бенг. বঙ্গাব্দ) — сонячний календар, що використовується у Бангладеш та деяких східних штатах Індії (Західний Бенгал, Ассам, Трипура).

## Опис
Початок року припадає на 14 квітня у Бангладеш і 15 квітня в Індії, цього дня святкується початок нового року. Від звичайного григоріанського календаря бенгальський «відстає» на 593—594 роки. Тобто 2017 рік н. е. дорівнює 1423 року за бенгальським календарем.
Виникнення календаря пов'язують зі стародавнім царем Шашанкою, який правив бенгальським царством близько 590—625 років. Однак остаточно календар сформувався 1585 року за могольського падишаха Акбара Великого.
Бенгальський календар розділений на шість сезонів, у кожному з яких по два місяці.
| №  | Назва    | Бенгалі | Днів    | Сезон            |
| -- | -------- | ------- | ------- | ---------------- |
| 1  | Бойшах   | বৈশাখ     | 30 / 31 | Літо গ্রীষ্ম        |
| 2  | Джоіштха | জ্যৈষ্ঠ    | 31 / 32 | Літо গ্রীষ্ম        |
| 3  | Ашарх    | আষাঢ়     | 31 / 32 | Сезон дощів বর্ষা  |
| 4  | Срабон   | শ্রাবণ    | 31 / 32 | Сезон дощів বর্ষা  |
| 5  | Бгадра   | ভাদ্র     | 31 / 32 | Осінь শরৎ        |
| 6  | Ашшин    | আশ্বিন    | 30 / 31 | Осінь শরৎ        |
| 7  | Картик   | কার্তিক    | 29 / 30 | Сухий сезон হেমন্ত |
| 8  | Егрохеон | অগ্রহায়ণ  | 29 / 30 | Сухий сезон হেমন্ত |
| 9  | Пуш      | পৌষ      | 29 / 30 | Зима শীত          |
| 10 | Мах      | মাঘ      | 29 / 30 | Зима শীত          |
| 11 | Фалгун   | ফাল্গুন    | 29 / 30 | Весна বসন্ত       |
| 12 | Чойтра   | চৈত্র     | 30 / 31 | Весна বসন্ত       |

Бенгальський тиждень складається з семи днів, назви яким надані на честь небесних об'єктів:
- Понеділок (бенг. সোমবার — шомбар) — Місячне божество.
- Вівторок (бенг. মঙ্গলবার — монгґолбар) — Марс.
- Середа (бенг. বুধবার — будгбар) — Меркурій.
- Четвер (бенг. বৃহস্পতিবার — бріхошпотібар) — Юпітер.
- П'ятниця (бенг. শুক্রবার — шукробар) — Венера.
- Субота (бенг. শনিবার — шонібар) — Сатурн.
- Неділя (бенг. রবিবার — робібар) — Сонячне божество.

Завершенням одного дня і початком наступного вважається схід Сонця.
1966 року бенгальський календар зазнав реформування з боку спеціальної комісії при Академії Бангла. Основне нововведення стосувалось включення додаткового дня щочотири роки відповідно до традиції високосних років за григоріанським календарем. Це мало б допомогти уникнути проблеми накопичення зайвих хвилин внаслідок неповної рівності тривалості сонячної (24 години) й зоряної (23 години 56 хвилин 4 секунди) діб. 1987 року Бангладеш офіційно почав користуватись оновленим календарем. Однак Західний Бенгал від такої ідеї відмовився.